# Брабендер, Уэйн
Уэйн Дональд Брабендер-Коул (англ. Wayne Donald Brabender Cole; род. 16 октября 1945, Монтевидео, Миннесота, США) — американский и испанский баскетболист и баскетбольный тренер. В составе клуба «Реал» (Мадрид) 13-кратный чемпион Испании, 7-кратный обладатель Кубка Испании, 4-кратный обладатель Кубка европейских чемпионов и трёхкратный обладатель Межконтинентального кубка. В составе сборной Испании серебряный призёр чемпионата Европы 1973 года и самый ценный игрок этого чемпионата. В 2003 году награждён серебряной медалью ордена «За спортивные заслуги», в 2008 году включён в список 50 человек, внёсших наибольший вклад в развитие Евролиги.

## Биография
Уэйн Брабендер, родившийся в 1945 году в Миннесоте, начал заниматься баскетболом в семь лет. В это время казалось, что у обладавшего хрупким телосложением мальчика нет особых шансов в игре, в которой доминировали более крупные и мощные атлеты. Однако к старшим классам Уэйн был уже лучшим баскетболистом своей школы. Отыграв два года в Уилмарском начальном колледже, он во второй год вывел свою команду в национальное первенство и заставил бороться за себя университеты по всей стране. Последние два года учёбы он провёл в Университете Миннесоты в Моррисе (англ. University of Minnesota Morris), где был безусловным лидером университетской сборной, установив ряд рекордов, которые не были побиты и через сорок лет: 23,6 очка за игру на протяжении всего периода выступлений, 24,3 очка за игру в одном сезоне, 303 подбора за сезон и 23 подбора в одной игре. В свой выпускной год Брабендер был признан самым ценным игроком Северной конференции NCAA и включён в символическую любительскую сборную США. В 1967 году был выбран на драфте НБА под 145-м общим номером клубом «Филадельфия Севенти Сиксерс».
В НБА Брабендер сыграть не успел. В том же 1967 году находившийся в США с целью набора игроков тренер мадридского «Реала» Педро Феррандис обратил на соревнованиях Национальной ассоциации межвузовского спорта внимание на молодого невысокого баскетболиста, оценил его способности и пригласил его в Европу. Поскольку позиция, на которой играл Брабендер, во внутреннем испанском первенстве была уже занята в «Реале» другим американским легионером, Майлзом Айкеном, первоначально новичка было решено использовать только в матчах Кубка европейских чемпионов. На практике это означало, что Брабендер должен был тренироваться в одиночку в пустом зале в те дни, когда «Реал» играл матчи чемпионата Испании.
Однако Брабендер быстро продемонстрировал снайперские качества и надёжную игру в обороне, направленную на постоянный контроль звёзд соперника (стиль, освоенный им ещё в Миннесоте), а на традиционном Рождественском турнире «взорвался», набирая в среднем по 30 очков за игру. Аналогичный показатель был достигнут им и в последовавшем за этим розыгрыше Межконтинентального кубка, и в руководстве «Реала» было решено предложить молодому американцу натурализацию. 22 мая 1968 года Брабендер стал гражданином Испании, а через год впервые вышел на площадку в составе сборной этой страны в матче с кубинцами. Испанская команда победила в этой игре со счётом 93:53.
Уже в первый свой сезон в «Реале» Брабендер завоевал с командой Кубок чемпионов. Приняв испанское гражданство, он начал выступать за «Реал» и в чемпионате страны и за следующие 16 лет 13 раз становился с ним чемпионом Испании (в том числе 10 раз подряд между 1968 и 1977 годами), а также семь раз выиграл Copa del Rey. На европейской клубной арене Брабендер и «Реал» в борьбе с «Иньисом» (Варезе), московским ЦСКА и «Маккаби» (Тель-Авив) выигрывали Кубок европейских чемпионов также в 1974, 1978 и 1980 годах. В победных для «Реала» финалах Брабендер набирал соответственно 22 очка (против «Спартака» (Брно), 22 и 16 (в 1974 и 1978 годах против «Иньиса») и 12 (против «Маккаби»). Трижды подряд (с 1976 по 1978 год) команда Брабендера становилась обладателем Интерконтинентального кубка, также выиграв чемпионат мира среди клубов 1981 года.
За сборную Испании Брабендер провёл в общей сложности 190 игр; этот показатель мог бы быть выше, если бы не преследовавшие его травмы, включавшие разрыв коленных связок уже в 1969 году, перелом большого пальца годом позже и тяжёлое пищевое отравление в ходе чемпионата Европы 1971 года. Через два года после этого на чемпионате Европы, проходившем в Испании, Брабендер вместе с командой страны-организатора завоевал серебряные медали — первые в истории сборной Испании с 1935 года. По ходу этого турнира он набирал в среднем по 19,3 очка за матч, включая 20 очков в финальной игре против югославов, впервые ставших чемпионами Европы, и был признан самым ценным игроком чемпионата. Со сборной Испании Брабендер выступал также на чемпионатах мира 1974 года (4-е место и победа над командой США на предварительном этапе) и 1982 года и на Олимпийских играх в Мюнхене и в Москве. На чемпионате мира 1974 года Брабендер был включён в символическую первую сборную мира.
Отыграв в «Реале» 16 сезонов, Брабендер перешёл в другой столичный клуб — «Кахамадрид», где провёл последние два года своей игровой карьеры. Он завершил выступления в возрасте 39,5 лет. Его сын, Давид Брабендер, тоже стал профессиональным баскетболистом. По окончании игровой карьеры Уэйн Брабендер стал тренером. Среди постов, которые он занимал в этом качестве — помощник главного тренера национальной сборной на Олимпиаде в Сеуле. В сезоне 1990/1991 он в качестве тренера на один год вернулся в «Реал». В дальнейшем Брабендер занимал пост спортивного директора баскетбольного клуба «Ильескас». В 2003 году он был награждён серебряной медалью ордена «За спортивные заслуги», а в 2008 году его имя было включено в список 50 человек, внёсших наибольший вклад в развитие Евролиги.